# Rumex hultenii
Rumex hultenii är en slideväxtart som beskrevs av N.N. Tsvelev. Rumex hultenii ingår i släktet skräppor, och familjen slideväxter. Inga underarter finns listade i Catalogue of Life.